# 李鳴鳳 (天順進士)
李鳴鳳（1440年—？），字時陽，直隸保定府定興縣人，明朝政治人物。同進士出身。

## 生平
順天府鄉試第一百一名。天順八年（1464年）甲申科會試第二百名，殿試登進士第三甲第一百四十五名。成化十年（1474年）由刑部員外郎陞任山西太原府知府。

## 家族
曾祖父李士成，贈後府都事。祖父李福，曾任山西僉事。父亲李俊，曾任陝西按察使。